# Talant FC
Talant FC är ett kirgizisk fotbollsklubb från Tasj-Kömür i Kirgizistan. Klubben grundades år 2020.

## Meriter
Kirgiziska ligan: 0
- 6:e pl.: 2023

## Placering senaste säsonger
| Säsong | Nivå | Liga           | Placering | Referens    | Notering |
| ------ | ---- | -------------- | --------- | ----------- | -------- |
| 2022   | 1    | Premjer Ligasy | 9         | [ 2 ] [ 3 ] |          |
| 2023   | 1    | Premjer Ligasy | 6         | [ 4 ]       |          |
| 2024   | 1    | Premjer Ligasy | 8         | [ 5 ]       |          |
| 2025   | 1    | Premjer Ligasy |           | [ 6 ]       |          |